# Territorien des Schwäbischen Reichskreises
Die Territorien des Schwäbischen Reichskreises setzte sich aus einer Vielzahl von Gebilden unterschiedlichen Charakters zusammen. Mit rund hundert Kreisständen war er der vielherrigste Kreis im vielherrigen Deutschland. Der Schwäbische Reichskreis bestand vom 16. Jahrhundert bis zum Ende des Alten Reiches 1806.

## Kreisstände

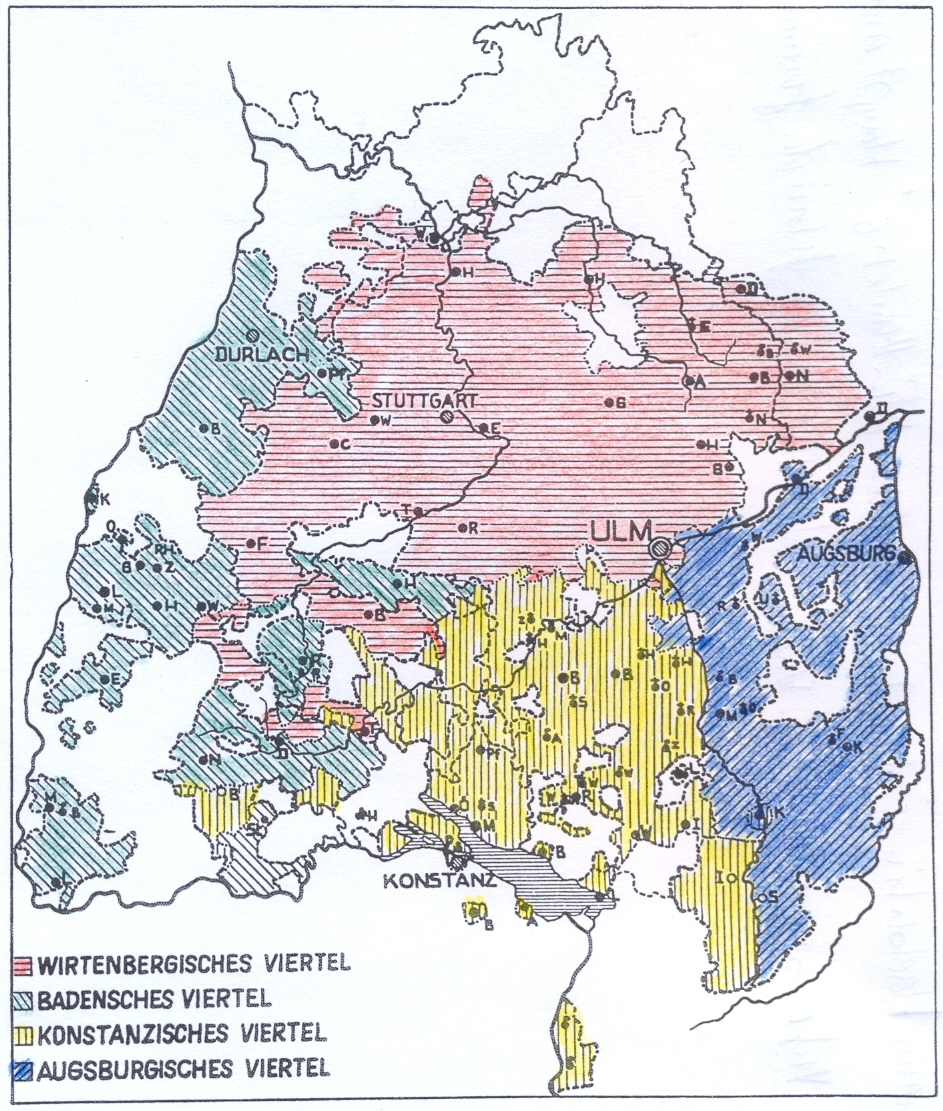
Die Viertel des Schwäbischen Reichskreises

Der Kreis war in vier Viertel geteilt. Die Aufteilung in Kreisviertel wurde in der Kreisexekutionsordnung 1563 festgeschrieben. Viertelsdirektoren waren I=Württemberg, II=Baden, III=Hochstift Konstanz, IV=Hochstift Augsburg.
Analog zum Reichstag waren die Kreisstände (Kreisstimmterritorien) nach Bänken gruppiert:
- Geistliche Fürsten
- Prälaten
- Weltliche Fürsten
- Grafen und Herren
- Städte

In den folgenden Aufstellungen sind die Kreisstände den Verhältnissen des Jahres 1801 entsprechend angeordnet; die Nummern geben die Rangfolge (Aufrufordnung) wieder. Vor diesem Datum ausgeschiedene Stände sind unnummeriert am Ende der jeweiligen Bank angefügt. Ein „R“ in der Spalte „Zugehörigkeit zum Kreis“ bedeutet, dass der Stand in der Reichsmatrikel von 1521 aufgeführt ist. Ein „r“ kennzeichnet durch spätere Aufteilung solcher Stände erzeugte zusätzliche Stimmen. In der Spalte „Bemerkungen“ ist das Kreisviertel (I, II, III oder IV) angegeben.

### Geistliche Fürsten
Die verbliebenen geistlichen Fürstentümer wurden 1802/1803 säkularisiert.
| Nr. | Kreisstand              | Stift/Orden      | Fürst        | Zugehörigkeit zum Kreis | Bemerkungen                     |
| --- | ----------------------- | ---------------- | ------------ | ----------------------- | ------------------------------- |
| 1   | Hochstift Konstanz      | Hochstift        | Fürstbischof | R                       | III, Kreisausschreibender Fürst |
| 2   | Hochstift Augsburg      | Hochstift        | Fürstbischof | R                       | IV                              |
| 3   | Fürstabtei Kempten      | Benediktiner     | Fürstabt     | R                       | III                             |
| 4   | Fürstpropstei Ellwangen | Säkularkanoniker | Fürstpropst  | R                       | I                               |
|     | Hochstift Chur          | Hochstift        | Fürstbischof | R                       |                                 |
|     | Fürstabtei St. Gallen   | Benediktiner     | Fürstabt     | R                       |                                 |

### Prälaten
Die Reichsprälaturen wurden 1802/1803 säkularisiert.
| Nr. | Kreisstand                   | Orden                 | Prälat                | Zugehörigkeit zum Kreis | Bemerkungen |
| --- | ---------------------------- | --------------------- | --------------------- | ----------------------- | ----------- |
| 1   | Salem (Salmannsweiler)       | Zisterzienser         | Abt                   | R                       | III         |
| 2   | Weingarten                   | Benediktiner          | Abt                   | R                       | III         |
| 3   | Ochsenhausen                 | Benediktiner          | Abt                   | R                       | III         |
| 4   | Elchingen                    | Benediktiner          | Abt                   | R                       | I           |
| 5   | Irsee                        | Benediktiner          | Abt                   | R                       | IV          |
| 6   | Ursberg                      | Prämonstratenser      | Abt                   | R                       | IV          |
| 7   | Kaisheim (Kaisersheim)       | Zisterzienser         | Abt                   | endgültig ab 1757       | I           |
| 8   | Roggenburg                   | Prämonstratenser      | Abt                   | R                       | IV          |
| 9   | Rot                          | Prämonstratenser      | Abt                   | R                       | III         |
| 10  | Weißenau                     | Prämonstratenser      | Abt                   | R                       | III         |
| 11  | Schussenried                 | Prämonstratenser      | Abt                   | R                       | III         |
| 12  | Obermarchtal (Marchtal)      | Prämonstratenser      | Abt                   | R                       | III         |
| 13  | Petershausen                 | Benediktiner          | Abt                   | R                       | III         |
| 14  | Wettenhausen                 | Augustiner-Chorherren | Propst                | ab 1566                 | IV          |
| 15  | Zwiefalten                   | Benediktiner          | Abt                   | ab 1750                 |             |
| 16  | Gengenbach                   | Benediktiner          | Abt                   | R                       | II          |
| 17  | Neresheim                    | Benediktiner          | Abt                   | ab 1767                 |             |
| 18  | Heggbach                     | Zisterzienserinnen    | Äbtissin              | R                       | III         |
| 19  | Gutenzell                    | Zisterzienserinnen    | Äbtissin              | R                       | III         |
| 20  | Rottenmünster                | Zisterzienserinnen    | Äbtissin              | R                       | II          |
| 21  | Baindt                       | Zisterzienserinnen    | Äbtissin              | R                       | III         |
| 22  | Söflingen                    | Klarissen             | Äbtissin              | ab 1775                 | I           |
| 23  | St. Georg (Isny)             | Benediktiner          | Abt                   | R, ab 1782              | III         |
|     | Reichenau                    | Benediktiner          | Abt                   | R, bis 1540             |             |
|     | St. Blasien                  | Benediktiner          | Abt, ab 1746 Fürstabt | R                       |             |
|     | St. Peter                    | Benediktiner          | Abt                   | R, bis 1526             |             |
|     | Schuttern                    | Benediktiner          | Abt                   | R                       |             |
|     | Königsbronn                  | Zisterzienser         | Abt                   | R                       |             |
|     | Maulbronn                    | Zisterzienser         | Abt                   | R                       |             |
|     | Allerheiligen (Schaffhausen) | Benediktiner          | Abt                   | R                       |             |
|     | Disentis                     | Benediktiner          | Abt                   | R                       |             |
|     | Einsiedeln                   | Benediktiner          | Abt                   | R                       |             |
|     | Kreuzlingen                  | Augustiner-Chorherren | Abt                   | R                       |             |
|     | Pfäfers                      | Benediktiner          | Abt                   | R                       |             |
|     | St. Johann (Toggenburg)      | Benediktiner          | Abt                   | R                       |             |
|     | Stein am Rhein (St. Georgen) | Benediktiner          | Abt                   | R                       |             |

### Weltliche Fürsten
| Nr.                  | Kreisstand                            | Inhaber                            | Zugehörigkeit zum Kreis   | Bemerkungen                   |
| -------------------- | ------------------------------------- | ---------------------------------- | ------------------------- | ----------------------------- |
| ursprünglich         |                                       |                                    |                           |                               |
| 1                    | Herzogtum Württemberg und Teck        | Württemberg                        | R                         | I, Kreisausschreibender Fürst |
| 2                    | Markgrafschaft Baden (Baden-Baden)    | Baden                              | R                         | II                            |
| 3                    | Markgrafschaft Baden (Baden-Durlach)  | Baden                              | r                         | II                            |
| 4                    | Markgrafschaft Baden (Baden-Hochberg) | Baden                              | r                         | II                            |
| später hinzugekommen |                                       |                                    |                           |                               |
| 5                    | Hohenzollern-Hechingen                | Hohenzollern                       | R                         | II, 1623 gefürstet            |
| 6                    | Hohenzollern-Sigmaringen              | Hohenzollern                       | r                         | III, 1623 gefürstet           |
| 7*                   | Stift Lindau                          |                                    | R, bis 1802               | III                           |
| 8*                   | Stift Buchau                          |                                    | R, bis 1802               | III                           |
| 9                    | Grafschaft Tengen                     | Tengen bis 1522, ab 1663 Auersperg | R, bis 1522?, neu ab 1665 | III                           |
| 10                   | Grafschaft Heiligenberg               | Werdenberg, ab 1534 Fürstenberg    | R                         | III, 1664 gefürstet           |
| 11                   | Grafschaft Oettingen                  | Oettingen(-Oettingen)              | R                         | I, 1674 gefürstet             |
| 12                   | Landgrafschaft Klettgau               | Sulz, ab 1687 Schwarzenberg        | R                         | II, 1698 gefürstet            |
| 13                   | Fürstentum Liechtenstein              | Liechtenstein                      | ab 1707                   | III                           |

### Grafen und Herren
| Nr. | Kreisstand                                                                              | Inhaber                                                                                 | Zugehörigkeit zum Kreis | Bemerkungen |
| --- | --------------------------------------------------------------------------------------- | --------------------------------------------------------------------------------------- | ----------------------- | ----------- |
| 1   | Ballei Elsass-Burgund (Kommende Altshausen, Kommende Mainau, Kommende Rohr-Waldstetten) | Deutscher Orden                                                                         | R                       | III         |
| 2   | Landgrafschaft Stühlingen                                                               | Lupfen bis 1582, ab 1605 Pappenheim, ab 1639 Fürstenberg                                | R                       | III         |
| 3   | Landgrafschaft Baar                                                                     | Fürstenberg                                                                             | R                       | II          |
| 4   | Grafschaft Wiesensteig                                                                  | Helfenstein, ab 1642/1752 Bayern                                                        | R                       | I           |
| 5   | Herrschaft Hausen (Kinzigtal)                                                           | Fürstenberg                                                                             | r                       | II          |
| 6   | Meßkirch                                                                                | Zimmern, ab 1594 Helfenstein, ab 1627 Fürstenberg                                       | R                       | III         |
| 7   | Tettnang und Argen                                                                      | Montfort, ab 1780 Habsburg (Österreich)                                                 | R                       | III         |
| 8   | Oettingen                                                                               | Oettingen(-Wallerstein)                                                                 | r                       | I           |
| 9   | Grafschaft Friedberg-Scheer                                                             | Waldburg, ab 1786 Thurn und Taxis                                                       | r                       | III         |
| 10* | Grafschaft Königsegg und Herrschaft Aulendorf                                           | Königsegg                                                                               | R                       | III         |
| 11* | Grafschaft Rothenfels und Herrschaft Staufen                                            | Montfort, ab 1565 Königsegg                                                             | r                       | III         |
| 12  | Grafschaften Zeil und Trauchburg, Herrschaften Wurzach und Marstetten                   | Waldburg                                                                                | R                       | III         |
| 13  | Grafschaft Wolfegg und Herrschaft Waldsee                                               | Waldburg                                                                                | r                       | III         |
| 14  | Mindelheim und Schwabegg                                                                | Mindelheim: Frundsberg bis 1586, ab 1616 Bayern, 1705–15 Marlborough; Schwabegg: Bayern | ab ?                    | IV          |
| 15  | Gundelfingen                                                                            | Gundelfingen, ab 1546 Helfenstein, ab 1627 Fürstenberg                                  | R                       | III         |
| 16  | Grafschaft Eberstein                                                                    | Eberstein, später Baden                                                                 | R                       | II          |
| 17  | Nordendorf und Glött                                                                    | Fugger (Linie Marx)                                                                     | ab 1563                 | IV          |
| 18  | Kirchheim und Mickhausen                                                                | Fugger (Linie Hans)                                                                     | ab 1563                 | IV          |
| 19  | Babenhausen und Boos                                                                    | Fugger (Linie Jakob)                                                                    | ab 1563                 | IV          |
| 20  | Hohenems mit Reichshof Lustenau                                                         | Hohenems bis 1759, ab 1765 Österreich                                                   | ab 1603?                | III         |
| 21  | Justingen                                                                               | ab 1497 Bubenhofen, ab 1530 Freyberg, ab 1751 Württemberg                               | R                       | III         |
| 22  | Grafschaft Bonndorf                                                                     | Abtei St. Blasien                                                                       | ab 1662                 | III         |
| 23  | Eglofs                                                                                  | ab 1661 Abensperg und Traun                                                             | ab 1662                 | III         |
| 24  | Thannhausen                                                                             | Sinzendorf bis 1699, ab 1707 Stadion                                                    | ab 1677                 | IV          |
| 25  | Hohengeroldseck                                                                         | Geroldseck bis 1634, Kronberg, Baden-Durlach, ab 1697 von der Leyen                     | R                       | II          |
| 26  | Eglingen                                                                                | Grafeneck, ab 1723 Thurn und Taxis                                                      | ab 1555                 | I           |
| 27  | Sickingen                                                                               | Sickingen                                                                               | ab 1792                 |             |
|     |                                                                                         | Löwenstein                                                                              | R                       |             |
|     |                                                                                         | Tübingen                                                                                | R                       |             |
|     | Grafschaft Kirchberg                                                                    | [ 52 ]                                                                                  | R                       |             |
|     |                                                                                         | Brandis                                                                                 | R                       |             |
|     |                                                                                         | Staufen                                                                                 | R                       |             |
|     |                                                                                         | Falkenstein                                                                             | R                       |             |
|     |                                                                                         | Hewen                                                                                   | R                       |             |
|     |                                                                                         | Baumgartner                                                                             | 1535 bis 1567?          |             |

### Städte
Mit Ausnahme Augsburgs, das erst 1806 bayerisch wurde, verloren alle verbliebenen schwäbischen Reichsstädte 1802/1803 ihre Souveränität.
| Nr. | Kreisstand          | Zugehörigkeit zum Kreis | Konfession             | Bemerkungen |
| --- | ------------------- | ----------------------- | ---------------------- | ----------- |
| 1   | Augsburg            | R                       | mixtiert               | IV          |
| 2   | Ulm                 | R                       | evangelisch            | I           |
| 3   | Esslingen           | R                       | evangelisch            | I           |
| 4   | Reutlingen          | R                       | evangelisch            | I           |
| 5   | Nördlingen          | R                       | evangelisch            | I           |
| 6   | Hall                | R                       | evangelisch            | I           |
| 7   | Überlingen          | R                       | katholisch             | III         |
| 8   | Rottweil            | R                       | katholisch             | II          |
| 9   | Heilbronn           | R                       | evangelisch            | I           |
| 10  | Gmünd               | R                       | katholisch             | I           |
| 11  | Memmingen           | R                       | evangelisch            | IV          |
| 12  | Lindau              | R                       | evangelisch            | III         |
| 13  | Dinkelsbühl         | R                       | mixtiert               | I           |
| 14  | Biberach            | R                       | mixtiert               | III         |
| 15  | Ravensburg          | R                       | mixtiert               | III         |
| 16  | Kempten             | R                       | evangelisch            | III         |
| 17  | Kaufbeuren          | R                       | evangelisch            | IV          |
| 18  | Weil                | R                       | katholisch             | I           |
| 19  | Wangen              | R                       | katholisch             | III         |
| 20  | Isny                | R                       | evangelisch            | III         |
| 21  | Leutkirch           | R                       | evangelisch            | III         |
| 22  | Wimpfen             | R                       | evangelisch            | I           |
| 23  | Giengen             | R                       | evangelisch            | I           |
| 24  | Pfullendorf         | R                       | katholisch             | III         |
| 25  | Buchhorn            | R                       | katholisch             | III         |
| 26  | Aalen               | R                       | evangelisch            | I           |
| 27  | Bopfingen           | R                       | evangelisch            | I           |
| 28  | Buchau              | R                       | katholisch             | III         |
| 29  | Offenburg           | R                       | katholisch             | II          |
| 30  | Gengenbach          | R                       | katholisch             | II          |
| 31  | Zell am Harmersbach | R                       | katholisch             | II          |
|     | Konstanz            | R, bis 1548             | (evangelisch bis 1548) |             |
|     | Donauwörth          | R, bis 1607             | (evangelisch bis 1607) | I           |
|     | Schaffhausen        | R                       |                        |             |
|     | St. Gallen          | R                       |                        |             |

## Nichtkreisständische Mitglieder
Es gab einige reichsunmittelbare Territorien, die Matrikularbeiträge an den Schwäbischen Kreis zahlten, teils sogar Truppen zum Kreiskorps stellten, aber kein Stimmrecht auf Kreistagen besaßen. Der Kreis führte sie als nichtkreisständische Mitglieder.
| Name                            |                              | Bemerkungen                                               |
| ------------------------------- | ---------------------------- | --------------------------------------------------------- |
| St. Ulrich und Afra zu Augsburg | Benediktinerabtei            |                                                           |
| Ottobeuren                      | Benediktinerabtei            |                                                           |
| Muri                            | Benediktinerabtei            | wegen Herrschaft Dettensee                                |
| St. Gallen                      | gefürstete Benediktinerabtei | wegen Herrschaft Neuravensburg                            |
| Buxheim                         | Kartause                     | verwirrende Rechtsverhältnisse                            |
| Rehlingen                       |                              | wegen Herrschaft Bettenreute                              |
| Deuring                         |                              | 1649–1764, wegen Herrschaft Althaus, Neuhaus, Bitzenhofen |

## Sonderfälle
| Name         | Bemerkungen |
| ------------ | --- |
| Dorf Münster | Im Besitz des Klosters Heilig Kreuz zu Donauwörth, galt als uneingekreistes Territorium; das Kloster selbst war nicht unmittelbar, es steuerte aber wegen des Dorfs zum schwäbischen Kreis. |
| Rechberg     | Die Herren, seit 1607 Grafen von Rechberg zählten traditionell zur schwäbischen Ritterschaft. 1613 erfolgte die Aufnahme ins Schwäbische Reichsgrafenkollegium, zunächst als Personalist. 1630 wurden die rechbergischen Herrschaften Hohenrechberg und Illereichen in den Schwäbischen Kreis aufgenommen, wogegen die Ritterschaft protestierte und sich vor dem Reichshofrat durchsetzte. |

## Entwicklung nach 1801
Angesichts Artikel VII des Friedens von Lunéville waren drastische Veränderungen der politischen Landkarte zu erwarten. Noch bevor die mit der Verteilung der Entschädigungsmasse betraute Reichsdeputation ihre Arbeit aufgenommen hatte, begannen die großen Reichsstände mit der Inbesitznahme der ihnen vorab zugesicherten Gebiete. In dieser ersten Welle der Umschichtung verloren die geistlichen Territorien ihre Souveränität, ebenso alle schwäbischen Reichsstädte mit Ausnahme Augsburgs. Als der Reichsdeputationshauptschluss die genaue Verteilung geregelt hatte, waren von den schwäbischen Kreisständen nur 28 übrig geblieben:
Fürsten
- Württemberg
- Baden
- Bayern
- Hohenzollern-Hechingen
- Hohenzollern-Sigmaringen
- Auersperg
- Fürstenberg
- Oettingen
- Schwarzenberg
- Liechtenstein
- Thurn und Taxis
- Fugger-Babenhausen

Grafen
- Deutscher Orden
- Oettingen
- Österreich (wegen Tettnang und Hohenems)
- Waldburg-Zeil-Trauchburg
- Waldburg-Zeil-Wurzach
- Waldburg-Wolfegg
- Königsegg-Aulendorf
- Königsegg-Rothenfels
- Fugger-Glött
- Fugger von Kirchberg
- Malteserorden (wegen Grafschaft Bonndorf)
- Abensperg und Traun (Eglofs)
- Stadion (Thannhausen)
- von der Leyen (Hohengeroldseck)
- Sickingen

Städte
- Augsburg

Durch den Reichsdeputationshauptschluss erhielten folgende Häuser Besitz im Schwäbischen Kreis als Entschädigung für verlorene rheinische oder westfälische Gebiete:
Fürsten
- Nassau-Oranien (Weingarten)
- Bretzenheim (Stadt und Stift Lindau)

Grafen
- Metternich (Ochsenhausen zum Teil)
- Aspremont-Lynden (Baindt)
- Quadt-Wykradt (Isny)
- Sternberg-Manderscheid (Schussenried, Weißenau)
- Toerring (Gutenzell)
- Wartenberg (Rot)
- Waldbott-Bassenheim (Heggbach zum Teil)
- Plettenberg (Heggbach zum Teil)
- Ostein (Buxheim)
- Schaesberg (Ochsenhausen zum Teil)
- Sinzendorf (Ochsenhausen zum Teil)

Damit hätte der Kreis 41 Stände umfasst. Allerdings kam es in rascher Folge zu weiteren Verschiebungen. 1804 berief Württemberg einen (letzten) Kreistag nach Esslingen ein, der bereits an Fragen der Stimmrechtsverteilung und Sitzordnung scheiterte. Nach der mit der Gründung des Rheinbundes abgeschlossenen zweiten Phase der Umgestaltung bestanden nur noch die Mittelstaaten Bayern, Württemberg und Baden sowie die (nach modernen Maßstäben gemessen) Zwergstaaten Hohenzollern-Hechingen, Hohenzollern-Sigmaringen, Liechtenstein und Von der Leyen. Artikel 2 der Rheinbundakte setzte alle deutschen Reichsgesetze, damit auch die Reichskreisverfassung, außer Kraft.